# 1977 en Tunisie
Chronologie de la Tunisie
- 1973
- 1974
- 1975
- 1976
- 1977
- 1978
- 1979
- 1980
- 1981

Cet article présente les faits marquants de l'année 1977 en Tunisie ou relatifs à la Tunisie.

## Événements
- 19 janvier : un pacte social est signé entre le gouvernement Nouira et l'Union générale tunisienne du travail.
- mai-août : 17 militants du Mouvement de l'unité populaire, parti fondé par Ahmed Ben Salah en exil, sont traduits en justice pour complot contre la sûreté de l'État ; les peines prononcées vont de six mois à huit ans de prison[1].
- 7 mai : la Ligue tunisienne des droits de l'homme, la première du genre en Afrique, est autorisée à exercer ses activités.
- 10 octobre : des émeutes ouvrières qui éclatent à Ksar Hellal sont réprimées par la police (ar) et l'armée sans toutefois faire de victimes[2].
- 26 novembre : les gouverneurs réunis en conférence à Jendouba font part de leur désir de réformes politiques mais le pouvoir central, en proie aux dissensions, ne donne pas suite à cet appel.

## Sports
- Championnats d'Afrique de natation 1977
- Championnats de Tunisie d'athlétisme 1977

### Football
- Coupe du monde de football juniors 1977
- Équipe de Tunisie de football en 1977
- Championnat de Tunisie de football 1976-1977
- Championnat de Tunisie de football 1977-1978
- Coupe de Tunisie de football 1976-1977

### Handball
- Championnat de Tunisie masculin de handball 1976-1977
- Championnat de Tunisie masculin de handball 1977-1978

### Volley-ball
- Championnat de Tunisie masculin de volley-ball 1976-1977
- Championnat de Tunisie masculin de volley-ball 1977-1978

## Culture

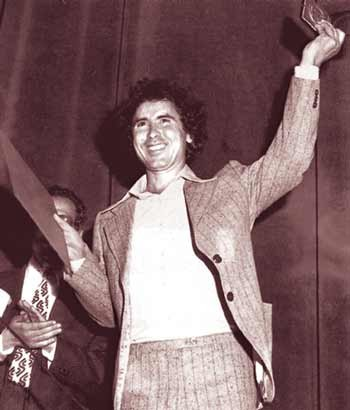
Naceur Ktari recevant son Tanit d'or lors des JCC 1976.

- Les Ambassadeurs, film tunisien réalisé en 1975 par Naceur Ktari obtient le Tanit d'or aux Journées cinématographiques de Carthage en 1976 et le Prix spécial du jury du Festival international du film de Locarno la même année ; il est aussi sélectionné au Festival de Cannes 1978 dans la catégorie « Un certain regard ».
- Soleil des hyènes, film tunisien réalisé par Ridha Béhi, sorti en 1977, est le premier long métrage du réalisateur ; il est sélectionné à la Quinzaine des réalisateurs du Festival de Cannes la même année.

## Naissances en 1977
- Naissance en Tunisie en 1977

## Décès en 1977
- Décès en Tunisie en 1977